# LeRoy (Kansas)
Pour les articles homonymes, voir Le Roy.
LeRoy est une municipalité américaine située dans le comté de Coffey au Kansas.
Lors du recensement de 2010, sa population est de 561 habitants. La municipalité s'étend alors sur une superficie de 0,83 mille carré (2,15 km2).
La localité est fondée en 1855 par Thomas Crabree, John Scott et Frederick Troxel. Elle est nommée d'après Le Roy dans l'Illinois.